# 尼加拉瓜運河

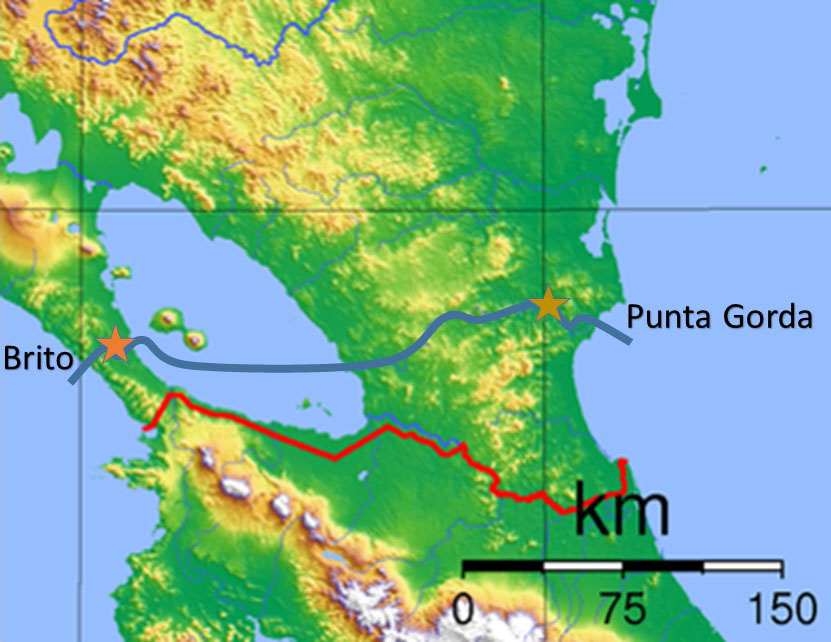
藍線為尼加拉瓜運河計劃路線（2014年）。紅線為尼加拉瓜（上）與哥斯達黎加（下）的邊界。星號標註位於布里托河和蓬塔戈尔达河的船閘位置。

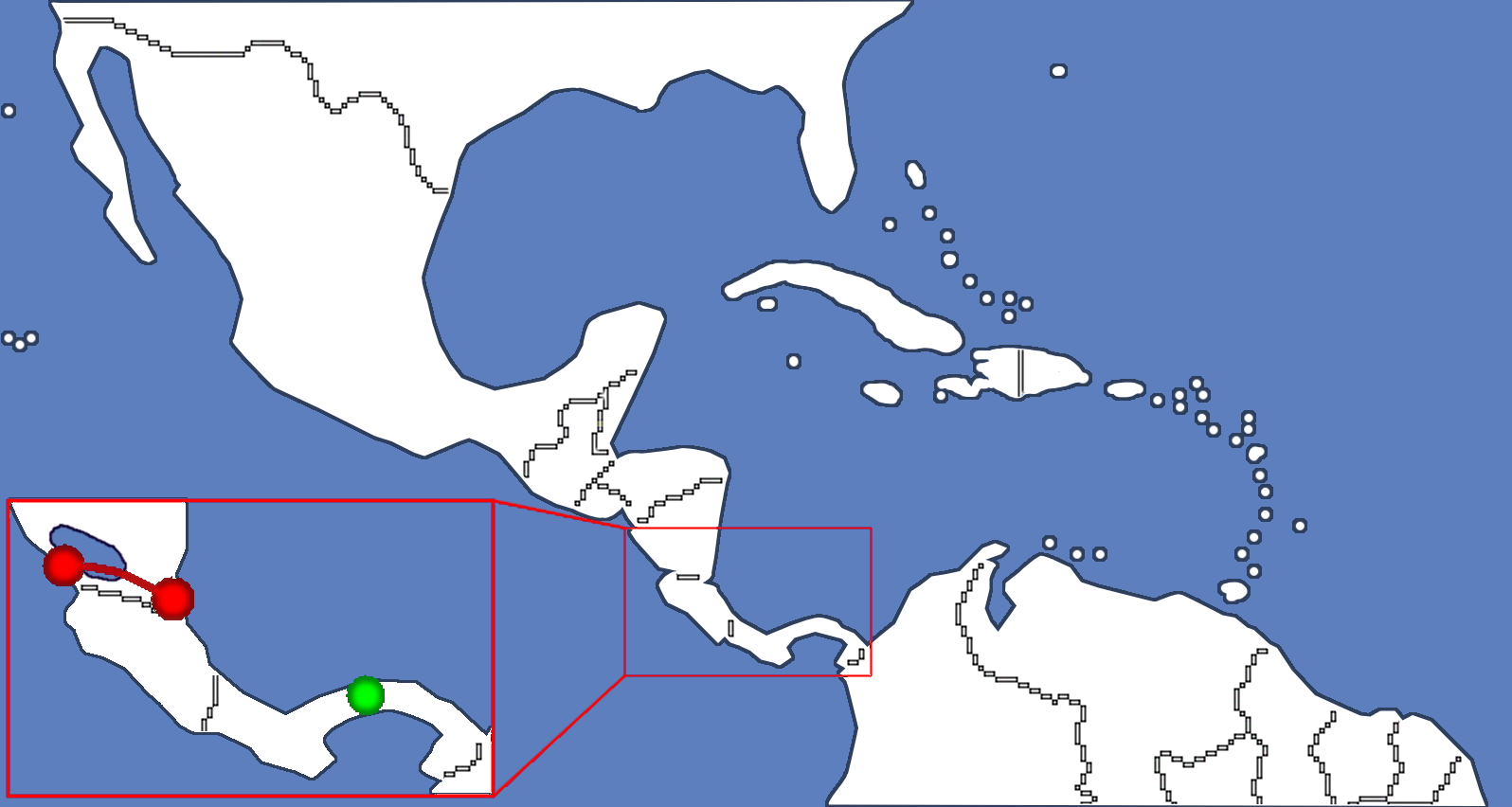
巴拿馬運河和尼加拉瓜運河

尼加拉瓜運河（西班牙語：Canal de Nicaragua）為設計中的横跨尼加拉瓜的跨洋運河，它與巴拿馬運河一樣連接大西洋與太平洋，目標為海路運輸節省時間。

## 歷史
1567年，西班牙國王菲利普二世就曾提出修建尼加拉瓜运河的设想。
19世纪早期，法國皇帝拿破仑三世也讨论过该计划。
20世纪早期，美国国会就开凿尼加拉瓜运河还是巴拿马运河展开讨论，最终选择了开凿巴拿马运河。于是尼加拉瓜运河计划一直被搁置下来。直到21世纪，因應航运需求的增长，开凿运河的计划又被提上日程。
2012年9月，中國信威集團获得在尼加拉瓜建设并运营覆盖全境的公众通信网络和行业专网，合同价值超过3亿美元，實際控制人王靖亦因而結識尼加拉瓜總統奥尔特加。在中國「一帶一路」倡議下，開始推动尼加拉瓜大运河工程。
2013年6月13日，尼加拉瓜国会批准了合约，允许中資控股的香港尼加拉瓜运河开发投资有限公司（HKND）用5年时间开凿运河，并获得独家规划、设计、建设及100年的运营及管理运河和其他潜在项目（包括港口、自由贸易区、国际机场和其他基础设施开发项目）的权利。 香港尼加拉瓜运河开发投资有限公司（HKND）是由董事長王靖與尼加拉瓜政府合资在香港成立。王靖同時是運河工程背後資金來源、在上海證券交易所以A股上市的信威集團控股股東及實際控制人。
2013年7月30日，HKND董事长兼总裁王靖公布運河計劃，造價400億美元。
2014年7月7日，尼加拉瓜运河的路线规划获批。9月，工程總投資額增加至500億美元。12月22日，尼加拉瓜运河在尼加拉瓜里瓦斯市動土。
2016年6月，王靖與尼加拉瓜總統丹尼尔·奥尔特加共同出席新發布會，簽署尼加拉瓜運河發展項目獨家商業協議。
2018年2月，有報導指運河挖掘工程以及附近道路工程已經停止，但尼加拉瓜官方否認放棄計劃。
2018年4月，彭博報道HKND原本在2016年1月簽下3年租約，租用香港國際金融中心18樓作辦公室，原本按協議自動續租3年，但公司於4月18日退回租約提早遷出，亦沒有留下任何新租辦公室地址的訊息。王靖的一名代表強調公司仍在香港營運，但拒絕透露新辦公地址。
2018年5月7日，中國駐巴拿馬大使魏強出席座谈会時，重申HKND是中國商人在香港成立的合資企業，純屬私人投資，且自行承擔風險；中國政府從未參與及投資運河工程，而商務部最近亦已經作出澄清，並說“现在已经不再有人提及这议题”。
2024年5月，由於尼加拉瓜運河工程進入第10年依舊未開鑿，尼加拉瓜国会通過取消香港尼加拉瓜运河开发投资有限公司(HKND)的100年運河特許經營權。 按照原計劃，這項世紀工程原本應該於2019年完工，但是承接這一項目的中國信威集團在2021年中國整頓資本市場期間已被摘牌退市，而且這一項目的建設從未啟動過。這一項目在中國國內，亦被戳穿為讓無數中國投資者損失了數百億人民幣的騙局。

## 研究及設計
根據HKND集团網頁，集团曾委托中国铁建股份有限公司进行技术可行性研究，麦肯锡咨询公司提供基于事实的数据和分析，以及英國环境资源管理公司进行社会和环境评估和影响评估。並邀请了中国徐工集团，比利时SBE和澳大利亚MEC Mining协助开展项目。 此外，集团網頁稱中铁第四勘察设计院集团有限公司是主要设计承包商，同时负责道路子项目的设计；长江勘测规划设计研究有限责任公司负责运河工程的设计；中交第二航务工程勘察设计院有限公司负责港口子项目的设计；中国民航工程咨询公司负责机场子项目的设计；深圳市蕾奥城市规划设计咨询有限公司负责自由贸易区和度假村子项目的设计。

### 設計位置
2014年7月公布的尼加拉瓜運河設計路綫，由尼加拉瓜西海岸的布里托河（Brito）口，橫跨尼加拉瓜湖，至東部加勒比沿岸的蓬塔戈尔达河（Punta Gorda），總長278公里，深度27.6米，宽度从230米到520米不等。

### 通航能力
2014年7月公布的大運河預定路線全長278公里，為巴拿馬運河的3.5倍，其中105公里利用中美洲最大的尼加拉瓜湖。運河寬度介於230至520米之間，30米的水深也優於巴拿馬運河。
根据设计，建成后的尼加拉瓜运河可通行25,000标准箱（TEU）的集装箱船、32万载重吨的巨型油輪等船舶，通航能力将遠超巴拿马运河最大级船只的4,400标准箱。

## 爭議

### 工程難度
HKND並無承辦大型基建項目的記錄，而尼加拉瓜東西海岸線的潮位差距最高可達6.1米，因此計劃一開始就受到多方質疑。2015年，环境咨询机构「環境資源管理有限公司」的報告亦指，運河5年的施工期太短，為後勤、採購和勞動力方面帶來挑戰，加上搬遷居民的問題，最終可能會成為爛尾工程。

### 成本效益
2015年4月，巴拿馬運河管理局行政長官Jorge Luis Quijano指，尼加拉瓜運河工程時間長達5年；而當時巴拿马运河扩建工程已完成超過八成，後者竣工後將可容許全球97%的集装箱船通過，投入巨資开凿的尼加拉瓜運河沒有太大價值。
2016年6月，巴拿馬運河擴建工程完成，運載量大增3倍，加上全球航運長年低迷，預計尼加拉瓜運河即使建成亦未必有足夠使用量。

### 环境影响
運河工程另一爭議是對尼加拉瓜湖以及沿線自然生態的影响。
尼加拉瓜湖是尼加拉瓜最主要的淡水水源， 一旦发生來往船隻泄漏石油的事件，将带来严重而持久的后果。此外，运河开凿过程中可能会发掘出毒性沉积物，導致碳氢化合物污染、盐度和浑浊问题；运河会破坏动物的原有迁徙模式，船只的通行亦可能为尼加拉瓜湖带来外来物种入侵。
运河工程项目在2014年7月启动时，尼加拉瓜政府曾表示工程选择的规划路线避开了生物多样化地区，土著人集聚区和环保区。12月，HKND正式动工开凿运河时，并未发布有关环境研究的报告。尼加拉瓜科学院指出，数十万公顷的原始森林和湿地将遭灭顶之灾，並声称专为运河开凿而做的环境研究并非独立进行。
运河环评最終由英国环境资源管理集团公司（ERM）完成。2015年11月初，运河项目环境与社会影响评估报告通过尼加拉瓜政府审查。

### 居民權益
2013年，HKND獲尼加拉瓜國會授權開鑿及管理運河，亦取得了雇工與征地權，以及不受賦稅和商業法規限制的特權。然而支持興建運河的總統奧爾特加被指涉貪，將工程安排給自己家庭的公司；工程展開前未完全遷離受影響農民，引起迫遷的憂慮；而工程沿線徵地與補償價格亦引起居民不滿。自2014年起，當地爆發多次示威，包括抗議奧爾特加為家族利益賣國，尼加拉瓜軍隊亦多次介入控制局面及進行調停。
2015年“环境资源管理有限公司”的報告批评HKND没有遵循透明公开的原则，包括没有透露如何处理约3万名当地民众可能被迫搬迁而流离失所的问题。2016年国际人权联盟的报告則稱，根据尼加拉瓜政府與HKND的交易，“尼加拉瓜法律所要求的宪法和法律保证并没有得到尊重”；另外“拨款过程没有规定任何行政或司法途径，而且工程提供的补偿严重不足”。

### 資金問題
信威集团成立于1995年11月，原为大唐集团旗下核心资产，先后创造了SCDMA、TD-SCDMA和McWiLL三大国家和国际无线通信技术标准。特别是其基于SCDMA研发的“大灵通”系统，曾帮助固网运营商推出了移动通信业务。2006年，信威集团申請A股上市，但於2007年1月23日被证监会发行审核委员会否决。由於大灵通项目退市，2007年至2009年信威集团连续亏损。2010年公司进行股权重组，大唐集团减持退出，由王靖以数亿接手，使公司由国有控股企业转身为民营控股企业。王靖之后为公司带来了柬埔寨电信业务，让其迅速扭亏为盈。
2014年，信威集團成功借壳上市，其後集团的海外公众通信网络业务扩展至乌克兰、俄罗斯、坦桑尼亚等国，相关销售收入占公司年总营收的90%以上。至2014年10月28日，公司总市值达到1119.50亿元人民币，为国内A股市值最高的民营科技公司。
2014年12月28日，在運河動土後6日，信威集团董事会秘书办公室工作人员对《长江商报》记者称，尼加拉瓜运河仅是王靖个人的投资行为，巨额投资与信威集团资产无关，公司层面亦不清楚其他事情。
2015年，巴拿馬運河管理局行政長官Jorge Luis Quijano表示，他從中國建築界得知，沒有任何中國國營公司有興趣提供融資。同年，信威集团曾被曝拖欠尼加拉瓜运河项目服务公司20万美元工程費用，引发工人罢工。
2016年12月23日，网易财经發表了對信威集團的調查報告。報告指信威集团聲稱在柬埔寨的“合作伙伴”柬埔寨信威“为公司海外项目的客户，与公司不存在关联关系”；但调查结果显示後者為信威集团的境外子公司，因经营不善背负巨额债务，负债的担保方全部为信威集团及其子公司，为集团埋下了巨大风险；又指信威集团的部分神秘股东已经通过减持套现巨额财富。25日，上交所向信威集團發出詢問函，要求對方核實情況，公司於12月26日開始停牌，並于12月从上证50成分股中剔除。直至2018年8月，公司仍然繼續停牌。

## 影響
1990年，中华人民共和国与尼加拉瓜斷交，之后至2021年并无外交关系。2021年后中华人民共和国与尼加拉瓜复交。
2012年11月，中华人民共和国商务部对外投资和经济合作司发布风险提示，称運河建造项目恐涉及哥斯达黎加与尼加拉瓜两国界河纠纷，潜在风险较大，提醒企业切勿以任何形式参与。
2014年12月22日，在尼加拉瓜運河動土的同一日，中华人民共和国外交部发言人华春莹在例行记者会上表示，中方有关企业参与尼加拉瓜运河项目係企业自主行为，与中国政府没有关系。
2015年，中國官方《人民日報》旗下的人民網特派記者去參加報導王靖尼加拉瓜運河開工儀式，這讓國內投資者和股民相信工程有中國官方背景。
2016年秋，巴拿馬與中華人民共和國展開建交談判，對中國可能參與尼加拉瓜运河建設工程的憂慮，成為促使雙方建交因素之一。
2017年6月12日，巴拿馬總統胡安·卡洛斯·瓦雷拉正式宣佈與中華人民共和國建立外交關係，當時尼加拉瓜大運河工程仍停留在象徵性的「初動工」階段。
2021年7月，中國媒體的報導說，投資者中，光中國國家開發銀行一家就至少向信威集團提供280億元人民幣的資金，甚至在王靖人設崩塌後，仍在繼續給信威投資。直到2021年，信威集團才被摘牌退市。中國媒體稱，在其位於北京的總部大樓被拍賣前，還掛著多位高級領導人視察的照片。